# Javier Di Gregorio
Javier Eduardo Di Gregorio Hoste (Mendoza, 23 gennaio 1977) è un ex calciatore cileno, di ruolo portiere.
Javier Di Gregorio nasce in Argentina da genitori cileni. La sua famiglia torna in Cile e quando la sua carriera gli presenta il bivio dove scegliere tra giocare per la nazionale cilena o per quella argentina, Javier sceglie il Cile.
Nel 2005 Di Gregorio si infortunò seriamente, procurandosi una frattura scomposta nella gamba.

## Sydney 2000
Durante i giochi olimpici di Sydney nel 2000, Di Gregorio venne convocato come portiere di riserva della nazionale cilena, che vinse la medaglia di bronzo.